# Каріна Габшудова
Каріна Габшудова (словац. Karina Habšudová; нар. 2 серпня 1973) — колишня словацька тенісистка. Найвищу одиночну позицію рейтингу WTA — ранг 10 досягнула у 1997 році. Спільно з Кароль Кучера, перемоглп Кубку Гопмана в 1998 році.

## Фінали турнірів WTA

### Одиночний розряд: 5 (1–4)
| Легенда               | Легенда |
| --------------------- | ------- |
| Grand Slam (0)        |         |
| WTA Championships (0) |         |
| Tier I (0)            |         |
| Tier II (0)           |         |
| Tier III (0)          |         |
| Tier IV & V (1)       |         |

| Титули за покриттям |   |
| Тверде              | 0 |
| Ґрунт               | 1 |
| Трава               | 0 |
| Килим               | 0 |

| Результат | Ранг | Дата           | Турнір                          | Покриття  | Опонент          | Рахунок       |
| --------- | ---- | -------------- | ------------------------------- | --------- | ---------------- | ------------- |
| Поразка   | 1.   | 19 травня 1996 | German Open, Німеччина          | Ґрунт     | Штеффі Граф      | 6–4, 2–6, 5–7 |
| Поразка   | 2.   | 27 жовтня 1996 | BGL Luxembourg Open, Люксембург | Килим (i) | Анке Губер       | 3–6, 0–6      |
| Поразка   | 3.   | 16 лютого 1997 | Generali Ladies Linz, Австрія   | Килим (i) | Чанда Рубін      | 4–6, 2–6      |
| Перемога  | 1.   | 11 липня 1999  | Portschach, Австрія             | Ґрунт     | Сільвія Талая    | 2–6, 6–4, 6–4 |
| Поразка   | 4.   | 18 липня 1999  | Варшава, Польща                 | Ґрунт     | Кончіта Мартінес | 1–6, 1–6      |

### Парний розряд: 12 (6–6)
| Легенда               | Легенда |
| --------------------- | ------- |
| Grand Slam (0)        |         |
| WTA Championships (0) |         |
| Tier I (1)            |         |
| Tier II (0)           |         |
| Tier III (2)          |         |
| Tier IV & V (3)       |         |

| Титули за покриттям |   |
| Тверде              | 1 |
| Ґрунт               | 5 |
| Трава               | 0 |
| Килим               | 0 |

| Результат | Ранг | Дата            | Турнір                                             | Покриття   | Партнер             | Опоненти                         | Рахунок            |
| --------- | ---- | --------------- | -------------------------------------------------- | ---------- | ------------------- | -------------------------------- | ------------------ |
| Поразка   | 1.   | 24 травня 1992  | Lucerne, Швейцарія                                 | Ґрунт      | Маріанн Вердел      | Емі Фрейзер Елна Рейнах          | 5–7, 2–6           |
| Поразка   | 2.   | 31 липня 1994   | Pörtschach, Австрія                                | Ґрунт      | Александра Фусаї    | Сандра Чеккіні Патрісія Тарабіні | 5–7, 5–7           |
| Перемога  | 1.   | 15 вересня 1996 | Karlovy Vary, Чехія                                | Ґрунт      | Гелена Сукова       | Ева Мартінцова Елена Пампулова   | 3–6, 6–3, 6–2      |
| Поразка   | 3.   | 22 червня 1997  | Rosmalen, Нідерландські Антильські острови         | Трава      | Флоренсія Лабат     | Ева Меліхарова Гелена Вілдова    | 3–6, 6–7           |
| Перемога  | 2.   | 20 липня 1997   | ECM Prague Open, Чехія                             | Ґрунт      | Руксандра Драгомір  | Eva Martincová Гелена Вілдова    | 6–1, 5–7, 6–2      |
| Перемога  | 3.   | 12 липня 1998   | Прага, Чехія                                       | Ґрунт      | Сільвія Фаріна-Елія | Квета Пешке Міхаела Паштікова    | 2–6, 6–1, 6–2      |
| Перемога  | 4.   | 19 липня 1998   | Warsaw, Польща                                     | Ґрунт      | Ольга Лугіна        | Лізель Губер Карін Кшвендт       | 7–6, 7–5           |
| Перемога  | 5.   | 11 липня 1999   | Pörtschach, Австрія                                | Ґрунт      | Silvia Farina       | Olga Lugina Лаура Монтальво      | 6–4, 6–4           |
| Поразка   | 4.   | 20 лютого 2000  | Hanover, Німеччина                                 | Тверде (i) | Silvia Farina       | Оса Карлссон Наташа Звєрєва      | 3–6, 4–6           |
| Поразка   | 5.   | 24 червня 2000  | 's-Hertogenbosch, Нідерландські Антильські острови | Трава      | Кетрін Берклей      | Еріка Делоун Ніколь Пратт        | 6–7(4–7), 3–4 ret. |
| Перемога  | 6.   | 29 жовтня 2000  | Братислава, Словаччина                             | Тверде (i) | Даніела Гантухова   | Петра Мандула Патріція Вартуш    | w/o                |
| Поразка   | 6.   | 24 лютого 2001  | Dubai, ОАЕ                                         | Тверде     | Оса Карлссон        | Басукі Яюк Кароліна Віс          | 0–6, 6–4, 2–6      |

## Результати матчів з гравцями першої 10-ки
Гравці з рангом 1 позначені жирним шрифтом.
- Домінік Монамі 4–1
- Надія Петрова 0–2
- Вінус Вільямс 0–1
- Мартіна Хінгіс 4–3
- Олена Дементьєва 0–3
- Штеффі Граф 0–4
- Моніка Селеш 0–2
- Жустін Енен 0–1
- Аранча Санчес Вікаріо 1–6
- Патті Шнідер 1–3
- Суґіяма Ай 1–2
- Амелі Моресмо 0–1
- Кончіта Мартінес 2–6
- Кім Клейстерс 1–0